# Sielsowiet Dworzyszcze
Sielsowiet Dworzyszcze (biał. Дварышчанскі сельсавет, Dwaryszczanski sielsawiet; ros. Дворищанский сельсовет) – sielsowiet na Białorusi, w obwodzie grodzieńskim, w rejonie lidzkim, z siedzibą w Dworzyszczu.

## Demografia
Według spisu z 2009 sielsowiet Dworzyszcze zamieszkiwało 1185 osób, w tym 622 Polaków (52,49%), 488 Białorusinów (41,18%), 43 Rosjan (3,63%), 19 Ukraińców (1,60%), 9 osób innych narodowości i 4 osoby, które nie podały żadnej narodowości.

## Geografia i transport
Sielsowiet położony jest na Poniemniu, w północnej części rejonu lidzkiego. Największą rzeką jest Żyżma.
Przez sielsowiet przebiega droga republikańska R89, a jego skrajem linie kolejowe Lida – Bieniakonie i Mołodeczno – Lida.

## Miejscowości
- agromiasteczko:
  - Dworzyszcze
- wsie:
  - Berezna
  - Bieniejki
  - Dziewguny
  - Ejtuny
  - Gierwieniki
  - Gimbuty
  - Huryny
  - Jaczańce
  - Jurewicze
  - Krynice (Kobylniki)
  - Leśne Dworzyszcze
  - Lewasze
  - Marianowo
  - Marysiewo
  - Mejłuny
  - Mielesze
  - Miergińce
  - Miguny
  - Paszuńce
  - Pieciuny
  - Sućki
  - Śliże
  - Tokary
  - Władysławowo